# 弗勒代尼鄉 (雅西縣)
47°25′N 27°20′E / 47.417°N 27.333°E
弗勒代尼鄉（羅馬尼亞語：Comuna Vlădeni, Iași），是羅馬尼亞的鄉份，位於該國東北部，由雅西縣負責管轄，面積79平方公里，海拔高度48米，2007年人口4,593，人口密度每平方公里58人。